# Tendō
Tendō (天童市?) è una città giapponese della prefettura di Yamagata. In questa città, gemellata con l'italiana Marostica, si svolge una partita a scacchi (Shōgi) con personaggi viventi.